# Stefan Schuster
Stefan Schuster, né le 7 novembre 1961 à Meißen, est un biophysicien allemand. Il a fait ses études supérieures en biophysique à l’Université Humboldt de Berlin de 1981 à 1986. En 1988, il a défendu sa thèse de doctorat à la même université sous la direction de Reinhart Heinrich. 

## Carrière
De 1991 à 1992, il fait un stage postdoc en France dans le laboratoire du Pr Jean-Pierre Mazat à l’Université Bordeaux II. Là, il étudie la relation entre le potentiel transmembranaire et la différence de pH à travers la membrane mitochondriale . En plus, il y commence à élaborer les idées qui conduisent au développement de la notion des modes élémentaires (ce qui formalise le terme Voie métabolique) dans des réseaux métaboliques ,. Pendant ce stage, Jean-Pierre Mazat organise, avec Stefan Schuster, le 5e colloque internationale « BioThermoKinetics » à Bombannes près de Bordeaux. Ils publient les actes de colloque aux éditions Plenum Press.
De 1992 à 1993, Stefan Schuster fait un stage postdoc à l’Institut Néerlandais du cancer à Amsterdam dans le groupe de Hans Westerhoff. Il travaille sur une version modulaire de la théorie de contrôle métabolique .
De 1993-1997, il travaille à l’Université Humboldt de Berlin sur un poste de maître de conférences et enseigne plusieurs sujets de biophysique. Sa recherche concerne la théorie de contrôle métabolique , et les modes élémentaires , entre autres. Dans cette période, il écrit, avec Reinhart Heinrich, la monographie « The Regulation of Cellular Systems »  sur la modélisation des réseaux métaboliques, ce qui est une partie importante de la biologie des systèmes.
En 1997, il travaille pour trois mois à l’Université des Maribor en Slovénie. Il y coopère avec Marko Marhl et Milan Brumen sur les oscillations calciques,.
En 2003, il est nommé professeur ordinaire en bio-informatique à l’Université d'Iéna. La recherche de son équipe concerne la biologie théorique, en particulier :
- Analyse des réseaux enzymatiques
- Théorie des jeux évolutionnaire, par exemple appliqué aux micro-organismes
- Analyse de contrôle metabolique
- Oscillations biologiques, par exemple oscillations calciques et les cycles jour/nuit.

Stefan Schuster est le frère du metteur en scène Robert Schuster.